# Megalithanlagen von Munkebo
Die Megalithanlagen von Munkebo (auch Præstegaards Mark genannt) in der Kommune Kerteminde liegen am Garbæksvej im Gewerbegebiet von Munkebo, am Anfang der Halbinsel Hindsholm auf der dänischen Insel Fünen. Sie stammen aus der Jungsteinzeit etwa 3000 v. Chr. und sind Megalithanlage der Trichterbecherkultur (TBK). Das Ganggrab (dänisch Jættestue) ist eine Bauform jungsteinzeitlicher Megalithanlagen, die aus einer Kammer und einem baulich abgesetzten, lateralen Gang besteht. Diese Form ist primär in Dänemark, Deutschland und Skandinavien, sowie vereinzelt in Frankreich und den Niederlanden zu finden.

## Nyhøj 1
Die etwa drei Meter lange Kammer des kleinen Ganggrabes ist Nordost-Südwest orientiert, etwa  zwei Meter breit und 1,75 m hoch. Der Gang ist etwa 2,5  Meter lang und hat fünf erhaltene Tragsteine. Die restaurierte Anlage besteht aus acht komplett erhaltenen Tragsteinen, während die Decksteine fehlen. Der etwa 1,6 m hohe Hügel ist 13,5 mal 7,0 Meter groß.

## Nyhøj 2
Die etwa fünf Meter lange Kammer ist Nordost-Südwest orientiert, etwa zwei Meter breit und 1,6 m hoch.
Der Gang ist etwa zwei Meter lang und 0,75 m breit und hat zwei erhaltene Tragsteine. Die restaurierte Anlage besteht aus 11 komplett erhaltenen Tragsteinen, während alle (vermutlich vier) Decksteine fehlen. Der ovale Rundhügel hat einen Durchmesser von 15 auf 13 Meter.

## Der Dolmen
Der Polygonaldolmen von Munkebo liegt in der Nähe in einem etwa 15,0 m langen und neun Meter breiten Hügel von 1,5 m Höhe. Die 1,8 m hohe Kammer misst 1,8 m mal 1,5 m und besteht aus fünf Tragsteinen und einem Deckstein. Die Zugangslücke liegt im Osten. Vom üblicherweise vorgesetzten Gang fehlen sämtliche Steine.

## Lindelydyssen
Munkebo Lindelydyssen (auch Lindely  genannt) ist eine polygonale Kammer mit Zugang im Südosten im offenen Grasland freistehend auf den Überresten eines erodierten Hügels. Die Kammer hat einen Durchmesser von etwa 2,0 m. Sieben Tragsteine tragen einen großen Deckstein, der zweite wird vermisst. Auf der Decksteinoberfläche sind viele Vertiefungen, die zumeist natürlich sind. Es gibt zwei Tragsteine des Ganges und wenig Trockenmauerwerk zwischen den Steinen.
Der „Polygonaldolmen von Lindely“  ist ein Übergangstyp. Sein für diese Art untypischer zweiter Deckstein, und die nicht einwärts geneigten Tragsteine machen ihn letztlich zu einem „kleinen Ganggrab“ als das er mitunter auch bezeichnet wird.

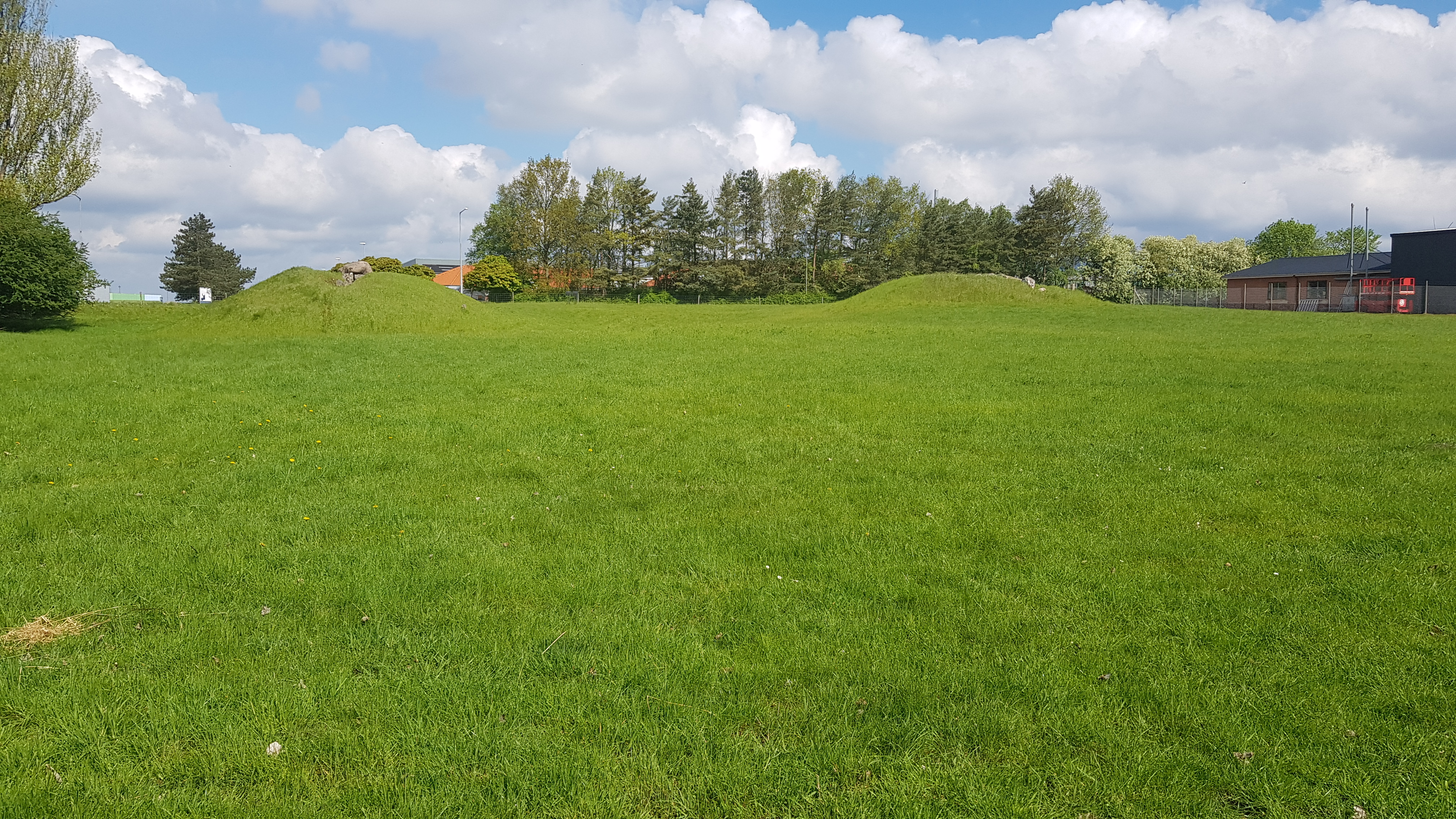
Nyhøj 1 + 2
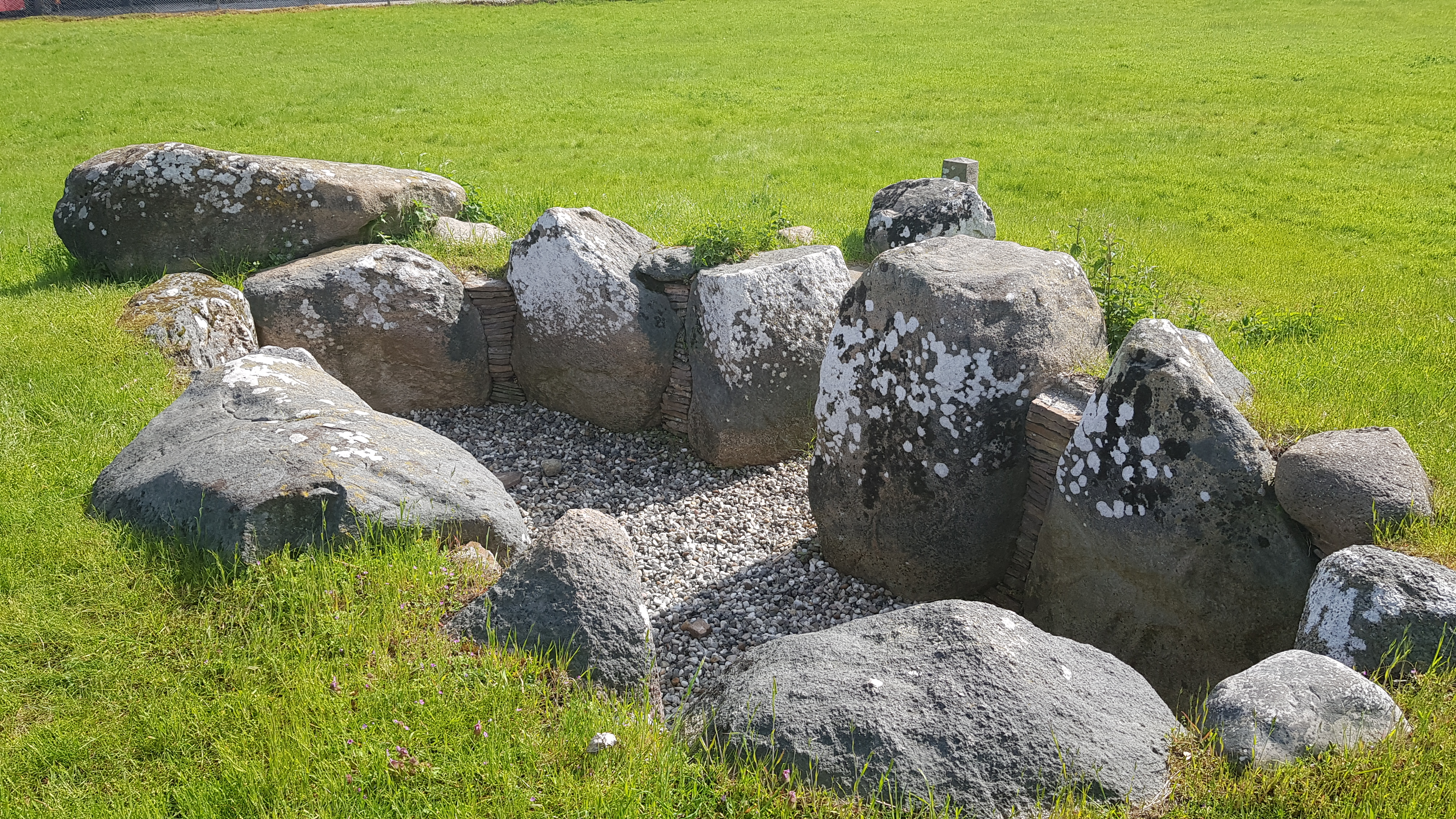
Nyhøj 2
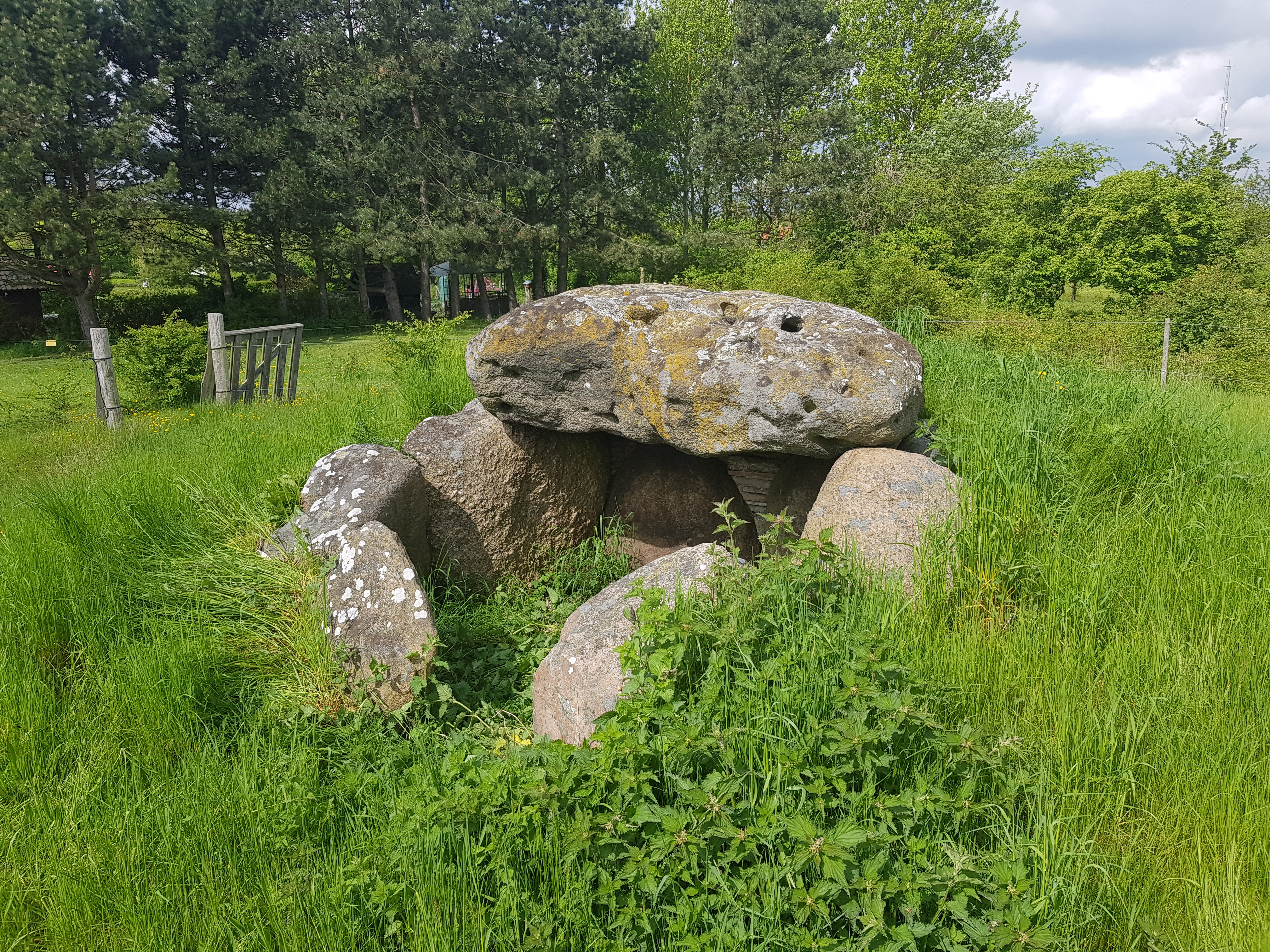
Lindelydyssen
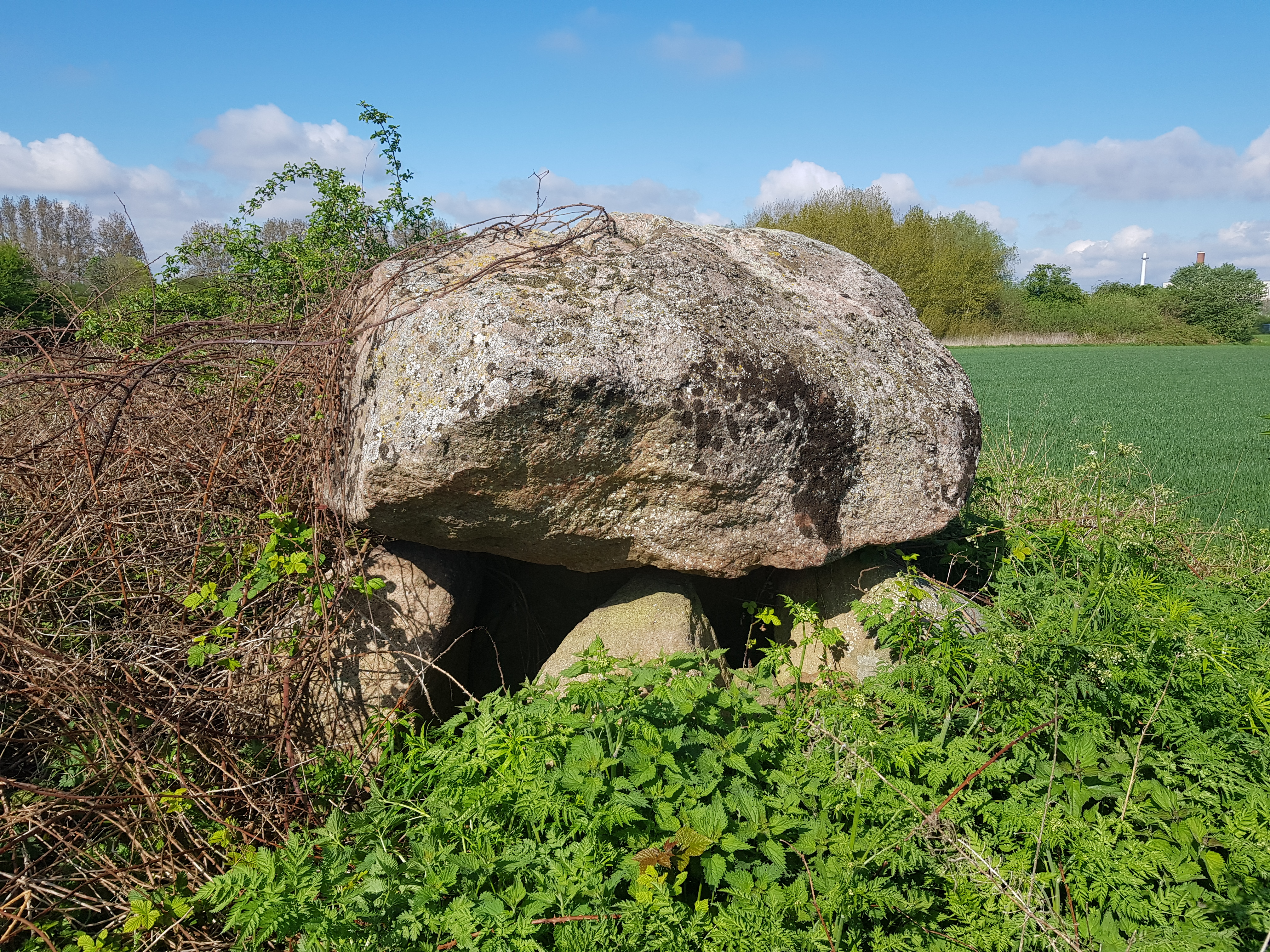
Lindely-West